# العلاقات الجيبوتية الميكرونيسية
العلاقات الجيبوتية الميكرونيسية هي العلاقات الثنائية التي تجمع بين جيبوتي وولايات ميكرونيسيا المتحدة.

## مقارنة بين البلدين
هذه مقارنة عامة ومرجعية للدولتين:
| وجه المقارنة                                              | جيبوتي                    | ولايات ميكرونيسيا المتحدة |
| --------------------------------------------------------- | ------------------------- | ------------------------- |
| المساحة (كم2)                                             | 23.20 ألف                 | 702                       |
| عدد السكان (نسمة)                                         | 956.99 ألف                | 105.54 ألف                |
| الكثافة السكانية (ن./كم²)                                 | 41.25                     | 15.03 ألف                 |
| العاصمة                                                   | جيبوتي                    | باليكير                   |
| اللغة الرسمية                                             | لغة فرنسية، اللغة العربية | لغة إنجليزية              |
| العملة                                                    | فرنك جيبوتي               | دولار أمريكي              |
| الناتج المحلي الإجمالي (بليون دولار)                      | 1.84 مليار                | 336.43 مليون              |
| الناتج المحلي الإجمالي (تعادل القوة الشرائية) بليون دولار | 3.10 مليار                | 365.27 مليون              |
| الناتج المحلي الإجمالي الاسمي للفرد دولار أمريكي          | 1.95 ألف                  | 3.02 ألف                  |
| الناتج المحلي الإجمالي للفرد دولار أمريكي                 | 3.27 ألف                  |                           |
| مؤشر التنمية البشرية                                      | 0.470                     | 0.640                     |
| رمز المكالمات الدولي                                      | +253                      | +691                      |
| رمز الإنترنت                                              | .dj                       | .fm                       |
| المنطقة الزمنية                                           | ت ع م+03:00               |                           |

## منظمات دولية مشتركة
يشترك البلدان في عضوية مجموعة من المنظمات الدولية، منها:
| علم المنظمة | اسم المنظمة                                 | تاريخ انضمام جيبوتي | تاريخ انضمام ولايات ميكرونيسيا المتحدة |
| ----------- | ------------------------------------------- | ------------------- | -------------------------------------- |
|             | مؤسسة التنمية الدولية                       | 1 أكتوبر 1980       | 24 يونيو 1993                          |
|             | يونسكو                                      | 31 أغسطس 1989       | 19 أكتوبر 1999                         |
|             | وكالة ضمان الاستثمار متعدد الأطراف          | 12 يناير 2007       | 11 أغسطس 1993                          |
|             | الأمم المتحدة                               | 20 سبتمبر 1977      | 17 سبتمبر 1991                         |
|             | مجموعة دول أفريقيا والكاريبي والمحيط الهادئ | ?                   | ?                                      |
|             | البنك الدولي للإنشاء والتعمير               | 1 أكتوبر 1980       | 24 يونيو 1993                          |
|             | الاتحاد الدولي للاتصالات                    | 22 نوفمبر 1977      | 18 مارس 1993                           |
|             | منظمة حظر الأسلحة الكيميائية                | ?                   | ?                                      |
|             | مؤسسة التمويل الدولية                       | 1 أكتوبر 1980       | 24 يونيو 1993                          |